# Tyson Williams
Tyson Williams (ur. 1 kwietnia 1989 w Hamilton) – nowozelandzki wioślarz.

## Osiągnięcia
- Mistrzostwa Świata Juniorów – Pekin 2007 – ósemka – 2. miejsce[1].
- Mistrzostwa Świata U-23 – Račice 2009 – czwórka bez sternika – 1. miejsce[1].
- Mistrzostwa Świata – Poznań 2009 – czwórka bez sternika – 9. miejsce[1].